# Rajania wilsoniana
Rajania wilsoniana är en enhjärtbladig växtart som beskrevs av Conrad Vernon Morton. Rajania wilsoniana ingår i släktet Rajania och familjen Dioscoreaceae. Inga underarter finns listade i Catalogue of Life.